# Juliët Lohuis
Juliët Lohuis (ur. 10 września 1996 w Oldenzaal) – holenderska siatkarka, reprezentantka kraju, grająca na pozycji środkowej. 

## Sukcesy klubowe
Liga holenderska:
- 2015

Liga niemiecka:
- 2022[5]
- 2021

Puchar Niemiec:
- 2022[6]

Puchar CEV:
- 2022[7]

## Sukcesy reprezentacyjne

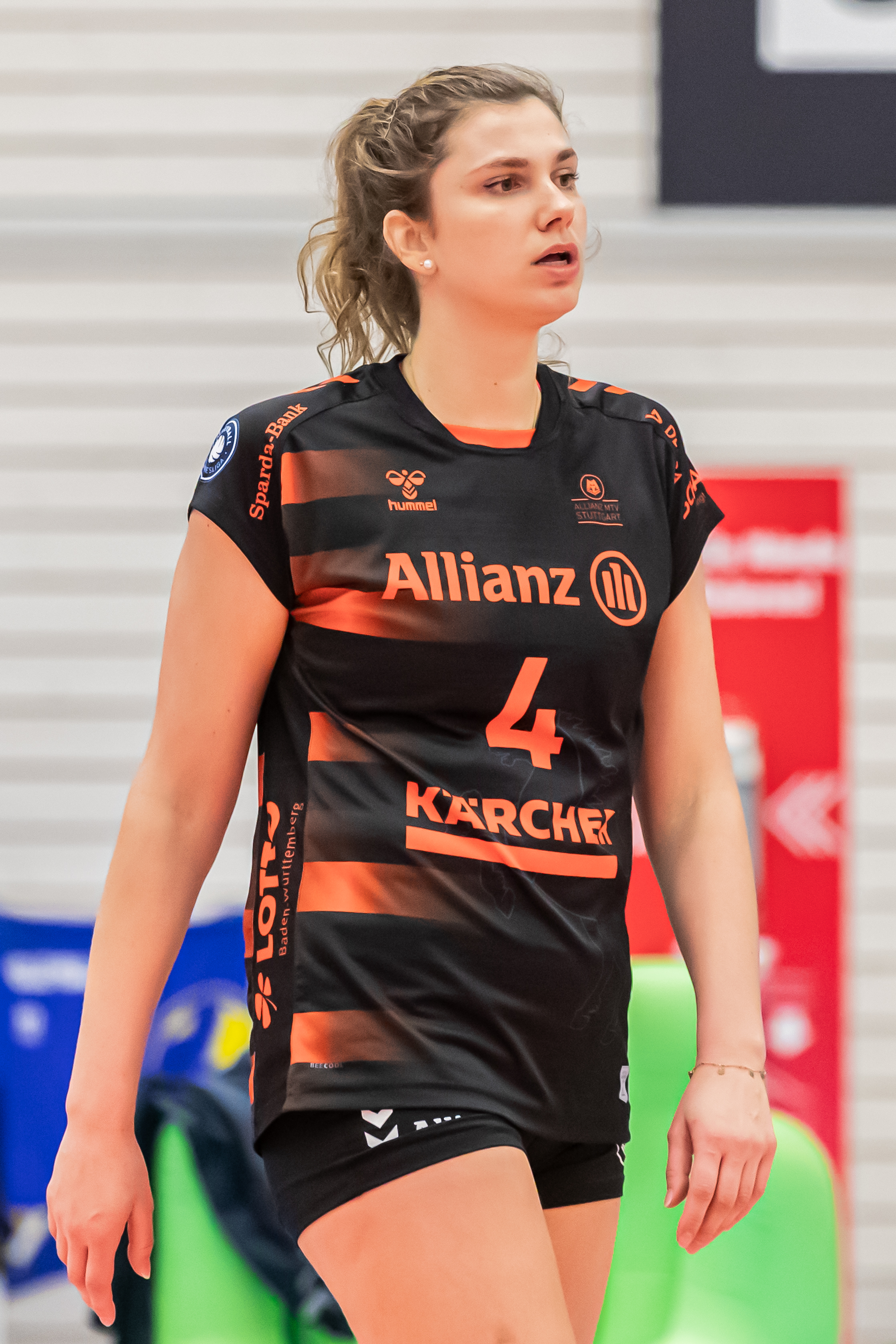
Juliët Lohuis zawodniczką Allianzu MTV Stuttgart w sezonie 2021/2022

Mistrzostwa Europy:
- 2023[8]